# Korzeń (województwo łódzkie)
Korzeń – wieś w Polsce położona w województwie łódzkim, w powiecie łaskim, w gminie Widawa.
W latach 1975–1998 miejscowość administracyjnie należała do województwa sieradzkiego. 
Według danych ze Spisu powszechnego z 30 września 1921 r. wieś liczyła 45 mieszkańców, w tym 21 mężczyzn i 24 kobiety. Zamieszkiwali oni w 8 budynkach. W tej liczbie wyznania rzymskokatolickiego było 45 osób, narodowość polską podało także 45 mieszkańców.
Na pd. skraju wsi, w niewielkiej odległości od zagrody oznaczonej numerem 1, w otoczeniu drzew stoi duży krzyż osadzony w głazie narzutowym z datą jego postawienia: "1907 r." Na drzewie stojącym obok krzyża jest umocowana tabliczka z następującym napisem: "Tu jest mogiła Powstańców z 1863 r. z partii Klemensa Rembowskiego. Poległym w walce o wolność Polski cześć i chwała".
W sąsiadującym z wsią lesie znajduje się utworzony w 1998 r. rezerwat przyrody Korzeń dla ochrony torfowiska, w obrębie którego występują chronione i rzadkie gatunki roślin i zwierząt. 